# 南方褶唇麗魚
南方褶唇麗魚，為輻鰭魚綱鱸形目隆頭魚亞目慈鯛科的其中一種，分布於非洲橘河、三比西河、奧塔萬戈河、庫內內河等流域，體長可達13公分，棲息在溪流、湖泊，通常偏愛長滿植物的區域，以昆蟲、蝦子甚至小魚為食，從初春到夏末的繁殖，雄魚具有領域性，生活習性不明，可作為食用魚。